# Rodrigo Mendes
Rodrigo Mendes (Uberaba, 9 augustus 1975) is een voormalig Braziliaans voetballer. Tot 2001 was zijn spelersnaam Rodrigo, maar vanaf dan werd zijn familienaam erbij gezet om verwarring te voorkomen met Rodrigo Fabri, die op dat moment ook bij Grêmio speelde. 